# Jonas qui aura 25 ans en l'an 2000
Jonas qui aura 25 ans en l'an 2000 es una película dramática suiza de 1976 dirigida por Alain Tanner y escrita por Tanner y John Berger. El lugar del rodaje fue Ginebra.
La película sigue la vida de unas parejas tras el tumulto social y político de mayo de 1968 en Francia, entre las que se encuentran un profesor de historia, un sindicalista y un bohemio.

## Reparto
- Jean-Luc Bideau como Max
- Myriam Boyer como Mathilde
- Raymond Bussières como Charles
- Jacques Denis como Marco Perly
- Roger Jendly como Marcel Certoux
- Dominique Labourier como Marguerite Certoux
- Myriam Mézières como Madeleine
- Miou-Miou como Marie
- Rufus como Mathieu Vernier

## Recepción
La película fue reseñada favorablemente por Pauline Kael en The New Yorker: "Toda la película está diseñada como una colección de pequeñas rutinas. Jonah está tan ingeniosamente construido que uno puede disfrutarlo como disfrutaba de las películas igualitarias de Renoir de los años treinta, relacionándose con cada personaje por turnos".
La película fue seleccionada como la entrada suiza a la Mejor Película en Lengua Extranjera en la 49.ª edición de los Premios Óscar, pero no fue nominada.